# Wapen van Franekeradeel
Het huidige wapen van Franekeradeel is het tweede toegekende wapen van Franekeradeel. Het eerste wapen is op 25 maart 1818 door de Hoge Raad van Adel aan de grietenij Franekeradeel bevestigd. Het tweede is ontworpen voor de gemeente Franekeradeel naar aanleiding van de fusie in 1984 met de gemeente Franeker. Dit tweede wapen bevat elementen van beide oude gemeentewapens, maar ook het wapen van de gemeente Barradeel die bij de herindeling van 1984 werd opgeheven en grotendeels aan Franekeradeel werd toegevoegd.

## Geschiedenis
De grietenij Franekeradeel kreeg haar eerste wapen bevestigd op 25 maart 1818. De gemeente bleef dit wapen tot 1985 voeren. De Hoge Raad van Adel heeft daar de volgende beschrijving aan toegevoegd:
Van lazuur beladen met een goude dwarsbalk, van de regter boven naar de linker benedenhoek des schilds nederdalende, voorts 3 open roozen van keel, loopende van de linker boven naar de regter benedenhoek, zoodanig dat de middelste roos op de gulde dwarsbalk komt.
Het schild is blauw van kleur met daarover een gouden dwarsbalk, deze dwarsbalk loopt heraldisch van rechtsboven naar linksonder, dus voor de kijker van linksboven naar rechtsonder. De beschrijving maakt geen melding van het aantal bladeren voor de drie rode rozen, op de tekening zijn het er zes. De rozen van keel (is in de heraldiek rood) zijn zo geplaatst dat de middelste op de dwarsbalk staat. De andere twee zijn in de heraldisch linkerbovenhoek en rechterbenedenhoek geplaatst. In de beschrijving wordt niet gemeld dat het wapen gedekt wordt door een gouden oude Franse markiezenkroon met drie bladeren en tweemaal drie parels.
De rozen zijn afkomstig van het wapen van Duco van Jongema, hij was grietman van Franekeradeel. Het wapen komt sinds het begin van de 17e eeuw in verschillende kleuren voor.

## Blazoen
De officiële beschrijving van het huidige wapen van de gemeente Franekeradeel, het blazoen geheten, luidt als volgt:
Gevierendeeld: I in azuur een klok van goud, II en III in goud een roos van keel, IV doorsneden a in azuur een korenschoof van goud, b golvend doorsneden van goud en azuur. Het schild gedekt met een gouden kroon van 3 bladeren en 2 maal 3 parels en ter weerszijden gehouden door een vrouwenfiguur, rechts de godin Minerva, het naar links gewende hoofd gedekt door een helm, houdende een schild en een lans in de rechterhand en links de godin Ceres, houdende een bundel korenaren in de linkerhand, alles van goud.
Het wapen van Franekeradeel is gevierendeeld. Het eerste deel is blauw van kleur met daarop een gouden klok, II en III zijn goud van kleur met daarop een rode roos, IV is zelf in tweeën gedeeld mat in a een gouden korenschoof op een blauwe ondergrond. In b afwisselend gouden en blauwe golven. Het schild wordt gedekt door een gouden kroon van drie bladeren en twee maal drie parels. De twee schildhouders zijn de godinnen Minerva en Ceres. Ceres komt van het wapen van Franeker en Minerva komt van de universiteit van dezelfde stad. Zij heeft een helm op en houdt een schild en lans vast met haar linkerhand. Rechts staat Ceres, zij houdt een bundel korenaren vast. De beide godinnen zijn goud van kleur.

## Verwante wapens

Het wapen van Franeker
Het wapen van Barradeel

Aengwirden
· Baarderadeel
· Barradeel
· Het Bildt
· Bolsward
· Boornsterhem
· Dokkum
· Dongeradeel
· Doniawerstal
· Ferwerderadeel
· Franeker
· Franekeradeel
· Gaasterland
· Gaasterland-Sloten
· Haskerland
· Hemelumer Oldeferd
· Hennaarderadeel
· Hindeloopen
· Idaarderadeel
· IJlst
· Kollumerland en Nieuwkruisland
· Leeuwarderadeel 
· Lemsterland
· Littenseradeel
· Menaldumadeel
· Nijefurd
· Oostdongeradeel
· Rauwerderhem
· Schoterland
· Skarsterlân
· Sloten
· Sneek
· Stavoren
· Utingeradeel
· Westdongeradeel
· Wonseradeel
· Workum
· Wymbritseradeel